# Questieriella pulchra
Questieriella pulchra är en svampart som beskrevs av S. Hughes 1983. Questieriella pulchra ingår i släktet Questieriella och familjen Englerulaceae.   Inga underarter finns listade i Catalogue of Life.